# Валері Ґоґан
Валері Ґоґан (англ. Valerie Gogan) — шотландська акторка кіно, телебачення та театру. 

## Життєпис
Валері Ґоґан народився у 1960 році в місті Ґлазґо, Шотландія. Закінчила Лондонську академію музичного та драматичного мистецтва. 
Кнодебют відбувся у 1988 році, вона виконала невелику роль у стрічці «Небезпечні зв'язки».
Була акторкою Королівської шекспірівської трупи та Королівського національного театру на Вест-Енді.

## Фільмографія
| Рік       |   | Українська назва      | Оригінальна назва         | Роль                      |
| --------- | - | --------------------- | ------------------------- | ------------------------- |
| 2012      | с | Мовчазний свідок      | Silent Witness            | Джейн Рейд                |
| 2002—2003 | с | Голбі Сіті            | Holby City                | Сара Каллен               |
| 2001—2002 | с | Лікарі                | Doctors                   | Бет Карлайл               |
| 2001      | с | Пробуджуючи мерців    | Waking the Dead           | Джанет Брайсон            |
| 2000      | ф | Ще один поцілунок     | One More Kiss             | Шарлотта                  |
| 2000      | с | Таємниці місіс Бредлі | The Mrs Bradley Mysteries | Джессі Мідвітер           |
| 1999      | с | Білл                  | The Bill                  | Сьюзен                    |
| 1995—1996 | с | Геміш Макбет          | Hamish Macbeth            | Александра «Алекс» Маклін |
| 1988      | ф | Небезпечні зв'язки    | Dangerous Liaisons        | Джулі                     |
| 1986      | с | Девід Копперфілд      | David Copperfield         | Емілі                     |
| 1985      | с | Серце гірської країни | Heart of the High Country | Сісі                      |